# Klimno

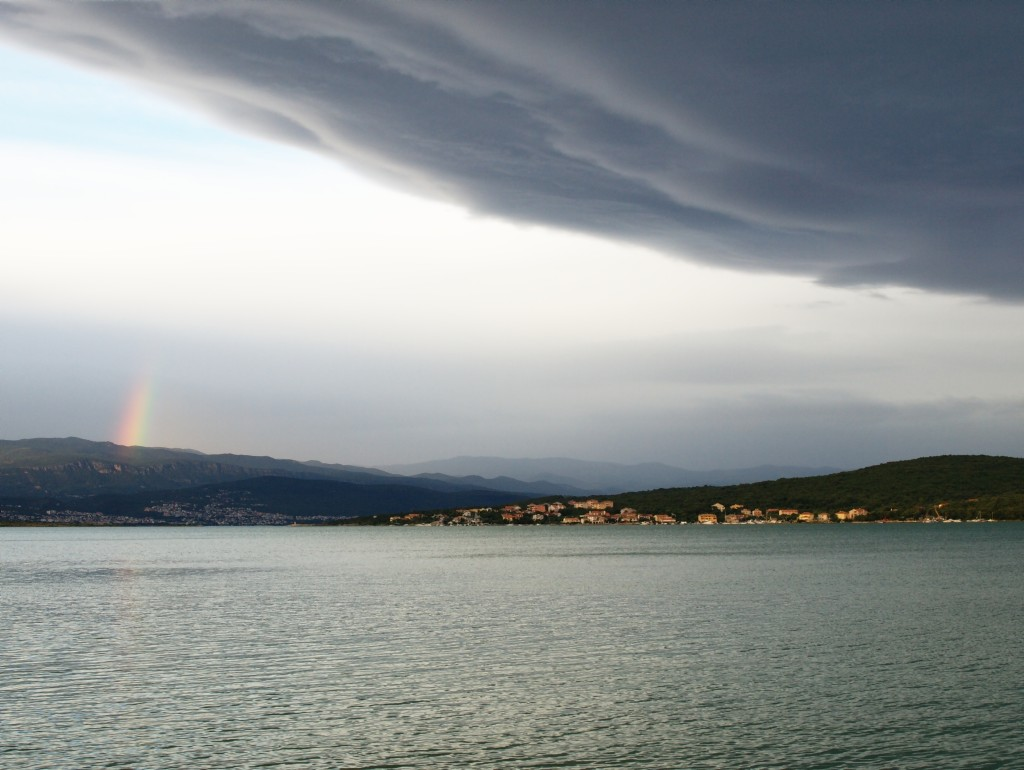
Klimno

Klimno (italsky Climino) je vesnice a přímořské letovisko v Chorvatsku v Přímořsko-gorskokotarské župě. Nachází se na ostrově Krk a je součástí opčiny Dobrinj. V roce 2011 zde žilo celkem 116 obyvatel.
Jedinou sousední vesnicí je Soline.